# Hải Châu, Nghi Sơn
Hải Châu là một phường thuộc thị xã Nghi Sơn, tỉnh Thanh Hóa, Việt Nam.

## Địa lý
Phường Hải Châu nằm ở cực bắc thị xã Nghi Sơn, có vị trí địa lý:
- Phía đông giáp huyện Quảng Xương
- Phía tây giáp huyện Quảng Xương và xã Thanh Thủy
- Phía nam giáp phường Hải Ninh
- Phía bắc giáp huyện Quảng Xương.

Phường Hải Châu có diện tích 9,09 km², dân số năm 2019 là 10.195 người, mật độ dân số đạt 1.122 người/km².

## Lịch sử
Trước đây, Hải Châu là một xã thuộc huyện Tĩnh Gia.
Ngày 22 tháng 4 năm 2020, Ủy ban Thường vụ Quốc hội ban hành Nghị quyết số 933/NQ-UBTVQH14 về việc thành lập thị xã Nghi Sơn và các phường thuộc thị xã Nghi Sơn (nghị quyết có hiệu lực từ ngày 1 tháng 6 năm 2020). Theo đó, chuyển huyện Tĩnh Gia thành thị xã Nghi Sơn và thành lập phường Hải Châu trên cơ sở toàn bộ 9,09 km² diện tích tự nhiên và 10.195 người của xã Hải Châu.